# Godspeed You! Black Emperor
I Godspeed You! Black Emperor (precedentemente chiamati Godspeed You Black Emperor! e spesso abbreviati in GYBE! o GY!BE) sono un gruppo musicale canadese originario di Montréal attivo dal 1994. La band si è fermata nel 2003 per poi riunirsi alla fine del 2010.
Nonostante non siano mai entrati nel panorama mainstream, hanno acquisito col tempo una cospicua cerchia di fan che li considera una band di culto anche per via dell'alone di mistero che li circonda.
Sono considerati uno dei gruppi più influenti del genere post-rock.

## Genere

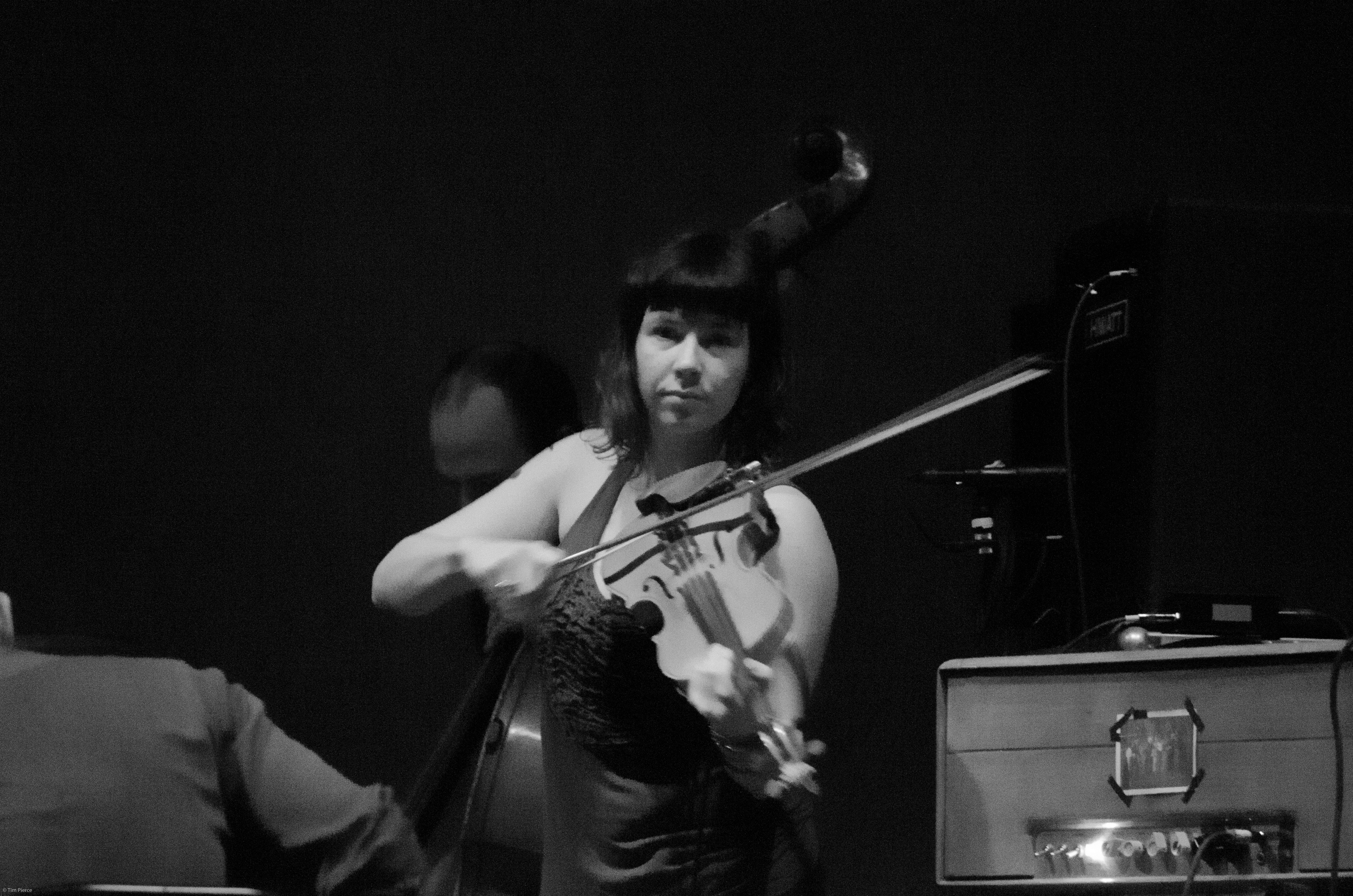
Sophie Trudeau

Il loro stile, generalmente etichettato come post-rock, è derivato da una moltitudine di diversi generi musicali quali progressive rock, punk, musica classica, drone e musica d'avanguardia.

## Il nome
Il nome del gruppo deriva da God Speed You! Black Emperor (ゴッド・スピード・ユー! BLACK EMPEROR), un documentario giapponese in bianco e nero del 1976 diretto da Mitsuo Yanagimachi, che tratta la vita di una biker gang giapponese, i Black Emperors.

## Storia del gruppo

### Inizi
Il nucleo originario risale al 1994 ed era costituito da Efrim Menuck (chitarra), Mike Moya (chitarra) e Mauro Pezzente (basso). 
Nel dicembre 1994 viene pubblicata l'audiocassetta All Lights Fucked on the Hairy Amp Drooling. Dopo la pubblicazione della demo, il gruppo si esibisce periodicamente e si amplia nella formazione.
Nell'agosto 1997 viene prodotto il primo album ufficiale, F♯ A♯ ∞ (da pronunciare F-sharp, A-sharp, Infinity), registrato a Montreal e ripubblicato nel 1998. 
Dal 1997 circa, dopo avere raggiunto il considerevole numero di quindici elementi, il gruppo si stabilizza a nove componenti: Menuck, Moya e David Bryant alle chitarre, Pezzente e Thierry Amar al basso, Aidan Girt e Bruce Cawdron alla batteria, Sophie Trudeau e Norsola Johnson agli archi (rispettivamente violino e violoncello). Moya lascia il gruppo nel 1998 per dedicarsi agli HṚṢṬA (viene sostituito da Roger Tellier-Craig).
Ad ogni modo restano numerosi i progetti paralleli in cui si cimentano i diversi musicisti: tra questi vi sono Thee Silver Mt. Zion Memorial Orchestra, Fly Pan Am, Esmerine e Set Fire to Flames.
Nel marzo 1999 esce l'EP Slow Riot for New Zerø Kanada.
Nell'ottobre 2000 viene pubblicato il secondo album in studio, Lift Your Skinny Fists Like Antennas to Heaven (doppio CD per un totale di circa 87 minuti). Nel 2002 esce il terzo album in studio, Yanqui U.X.O., registrato nell'autunno 2001 in Illinois. L'album, prodotto da Steve Albini, è stato commercializzato dalla Constellation Records nel mese di novembre.

### Pausa e ritorno

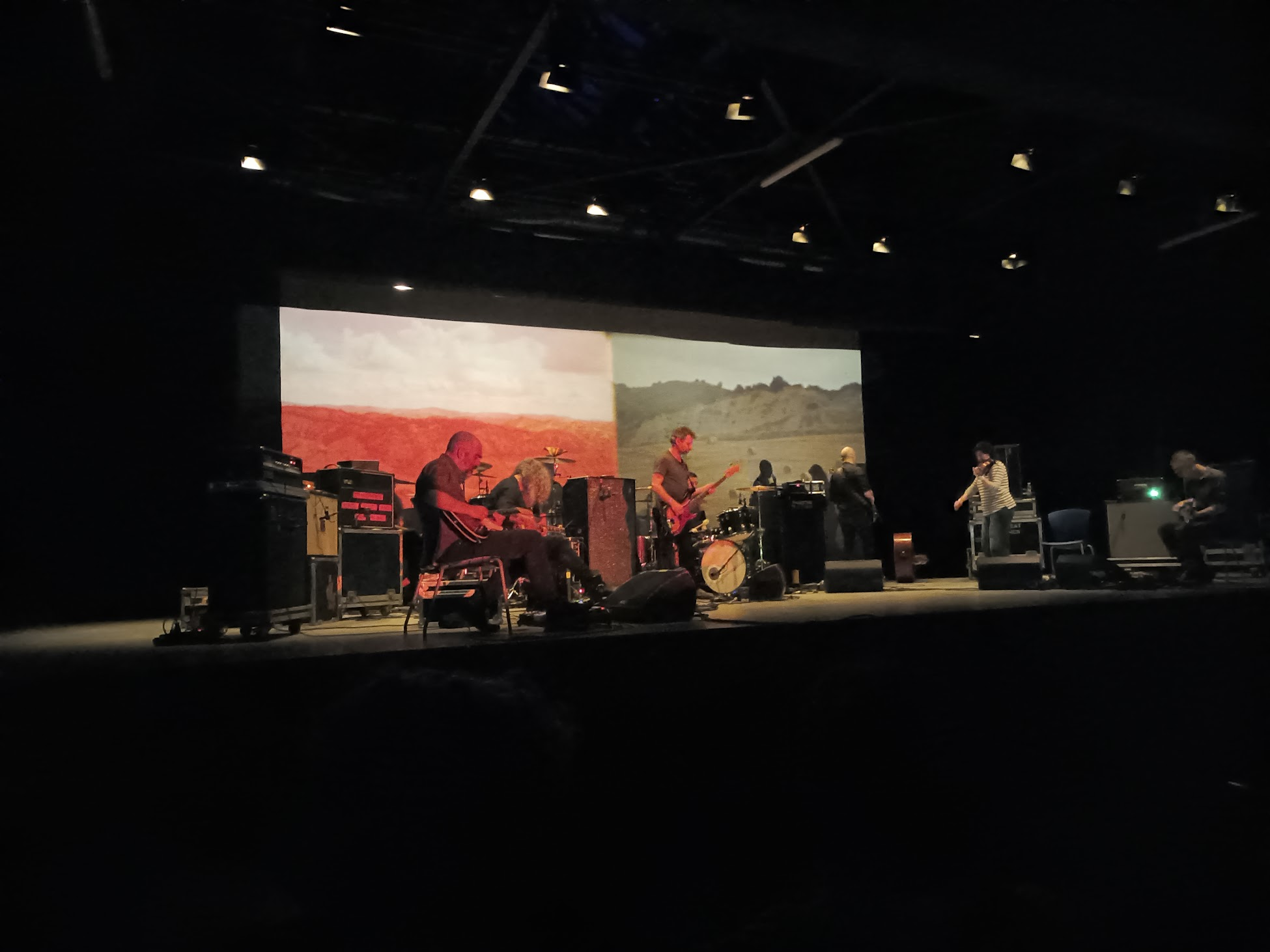
Il gruppo in concerto all'OGR di Torino, 8 marzo 2025

Nel 2003 la band era in viaggio verso St. Louis per un concerto e si fermò ad una stazione di servizio per effettuare rifornimento; i componenti del gruppo furono scambiati per terroristi. Fu contattata l'FBI che li mise in stato di fermo, li interrogò e perquisì i due furgoni e l'attrezzatura. Furono trovate fotografie di torri per le comunicazioni e di serbatoi per l'olio e materiale antigovernativo ma, in mancanza di qualsiasi prova, i musicisti vennero rilasciati.
Dal 2003 al 2010 la band è stata ufficialmente in pausa e alcuni dei suoi componenti, oltre ad aver costituito i Thee Silver Mt. Zion, sono confluiti nei Set Fire To Flames e nei Molasses.
In seguito ad un'intervista di Efrim Menuck sorsero speculazioni sul fatto che la band fosse definitivamente sciolta. Nella stessa, il chitarrista cita la Guerra in Iraq come causa principale della decisione di prendere una pausa. Successivamente, lo stesso Efrim ha smentito lo scioglimento del gruppo. Nell'aprile 2010, tramite un nuovo sito, la band ha ufficializzato il ritorno all'attività in occasione del festival britannico All Tomorrow's Parties e di successive date in Inghilterra, Europa e in nove città degli Stati Uniti. È stato anche annunciato il ritorno di Mike Moya e che la band non avrebbe rilasciato interviste.
Nel febbraio 2012 viene annunciata la partecipazione a diversi festival musicali, tra cui All Tomorrow's Parties.
Nel 2013 il gruppo vince il Polaris Music Prize per l'album 'Allelujah! Don't Bend! Ascend!, pubblicato nell'ottobre 2012, il primo dopo il ritorno della band.

## Stile e strumentazione
I brani del gruppo di solito sono molto lunghi: hanno durata oscillante fra i 10 ed i 25 minuti, e talvolta sono divisi in movimenti, come se si trattasse di sinfonie. Quasi sempre interamente strumentali, sono in alcuni casi accompagnati da monologhi recitati (The Dead Flag Blues), da monologhi sotto forma di intervista (Providence, BBF3), annunci in stazioni di servizio, gruppi di bambini che parlano e cantano in francese (Antennas to Heaven), così come da molte registrazioni effettuate da radio ad onde corte.
La formazione è stata sempre riluttante nel rilasciare interviste ai media in generale. Questo ha creato un alone di mistero che probabilmente ha contribuito al loro successo quale band di culto. Il membro del gruppo che ha maggiormente interagito con la stampa è Efrim Menuck, spesso considerato il front-man, seppur tale etichetta è stata da lui fortemente ripudiata. Nelle interviste rilasciate, il gruppo ha spesso espresso il proprio disgusto per l'ambiente dell'industria musicale, in particolare le grandi catene di negozi e le grandi case discografiche. Critiche in merito sono contenute anche nell'artwork di Yanqui U.X.O. Altro tema delle loro interviste, ed anche della loro musica, è la politica. Per esempio, in Yanqui U.X.O. la canzone "09-15-00" è definita "Ariel Sharon circondato da mille soldati Israeliani in marcia su Haram Ash-Sharif per provocare un'altra Intifada". Il monologo di BBF3 è invece una lunga invettiva contro il governo degli Stati Uniti. Sebbene i vari membri del gruppo siano stati spesso definiti anarchici, Efrim ha chiarito che nessuno di loro lo è. Nell'intervista egli comunque si riferiva ai Thee Silver Mt. Zion, progetto parallelo di alcuni componenti del gruppo.
Gli strumenti musicali impiegati differiscono in base alla formazione, ma sono costantemente presenti la chitarra elettrica, il basso elettrico, vari strumenti a corda e vari strumenti a percussione. Diversamente la presenza di strumenti come il glockenspiel e il corno è più sporadica.

## Discografia[10]

### Album in studio
- 1997 - F♯ A♯ ∞
- 2000 - Lift Your Skinny Fists Like Antennas to Heaven
- 2002 - Yanqui U.X.O.
- 2012 - 'Allelujah! Don't Bend! Ascend!
- 2015 - Asunder, Sweet and Other Distress
- 2017 - Luciferian Towers
- 2021 - G d's Pee AT STATE'S END!
- 2024 - No Title as of 13 February 2024 28,340 Dead

### EP
- 1999 - Slow Riot for New Zerø Kanada

### Split
- 1998 - aMAZEine (con i Fly Pan Am)

### Apparizioni
- 2003 - Azadi! (con George Bush Cut Up while Talking)
- 2004 - Song of the Silent Land (con Outro)

### Demo
- 1994 - All Lights Fucked on the Hairy Amp Drooling

## Formazione

### Formazione attuale
- Efrim Menuck - chitarra
- Mike Moya - chitarra
- Mauro Pezzente - basso

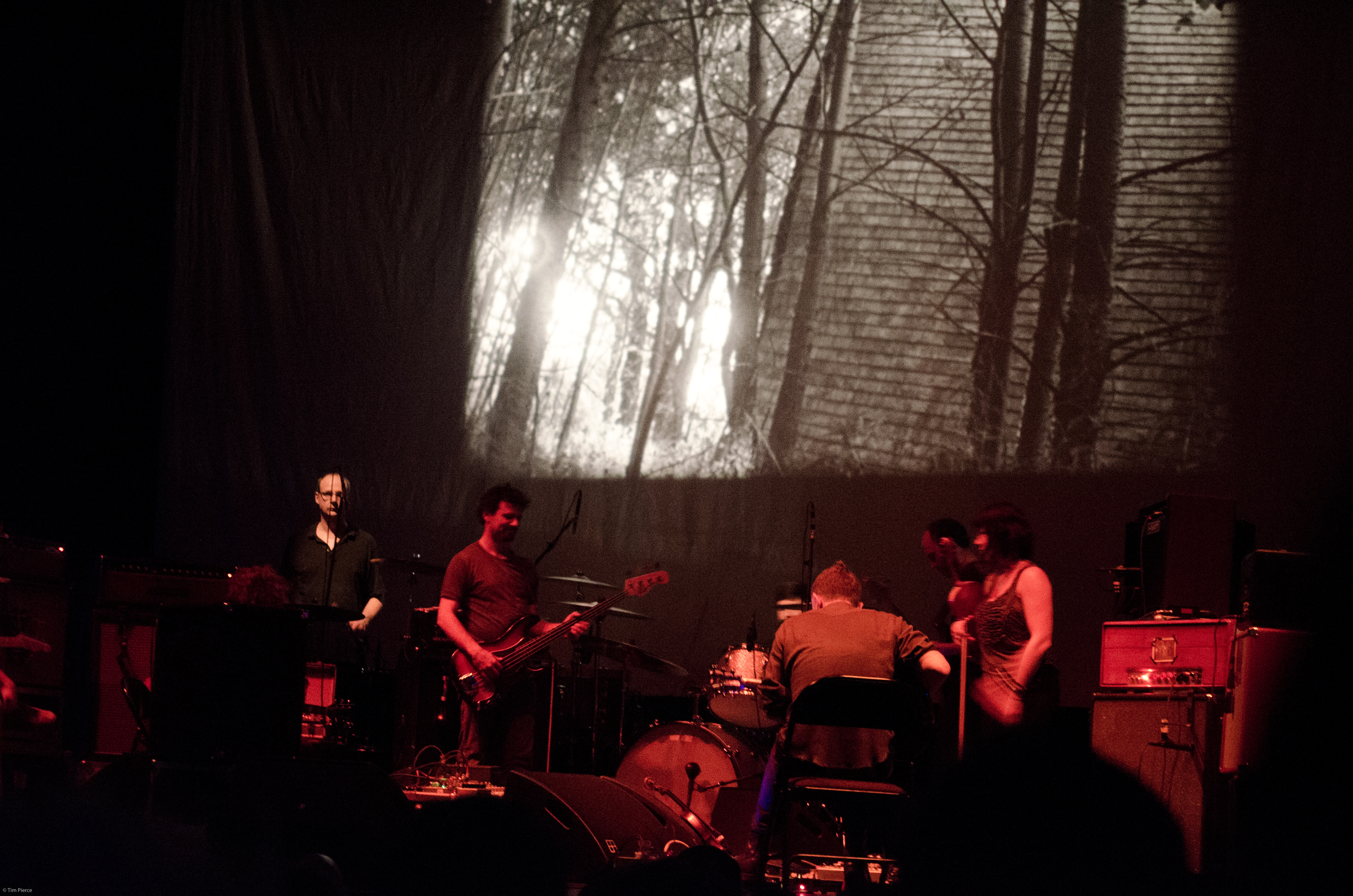
In concerto a Boston nel 2012

- Thierry Amar - contrabbasso, basso
- David Bryant - chitarra
- Aidan Girt - batteria
- Bruce Cawdron - batteria
- Sophie Trudeau - violino
- Karl Lemieux - proiezioni

### Ex componenti
- Norsola Johnson - violoncello
- Roger Tellier Craig - chitarra

## Progetti paralleli
- A Silver Mt. Zion